# Sportwagen-Weltmeisterschaft 1975

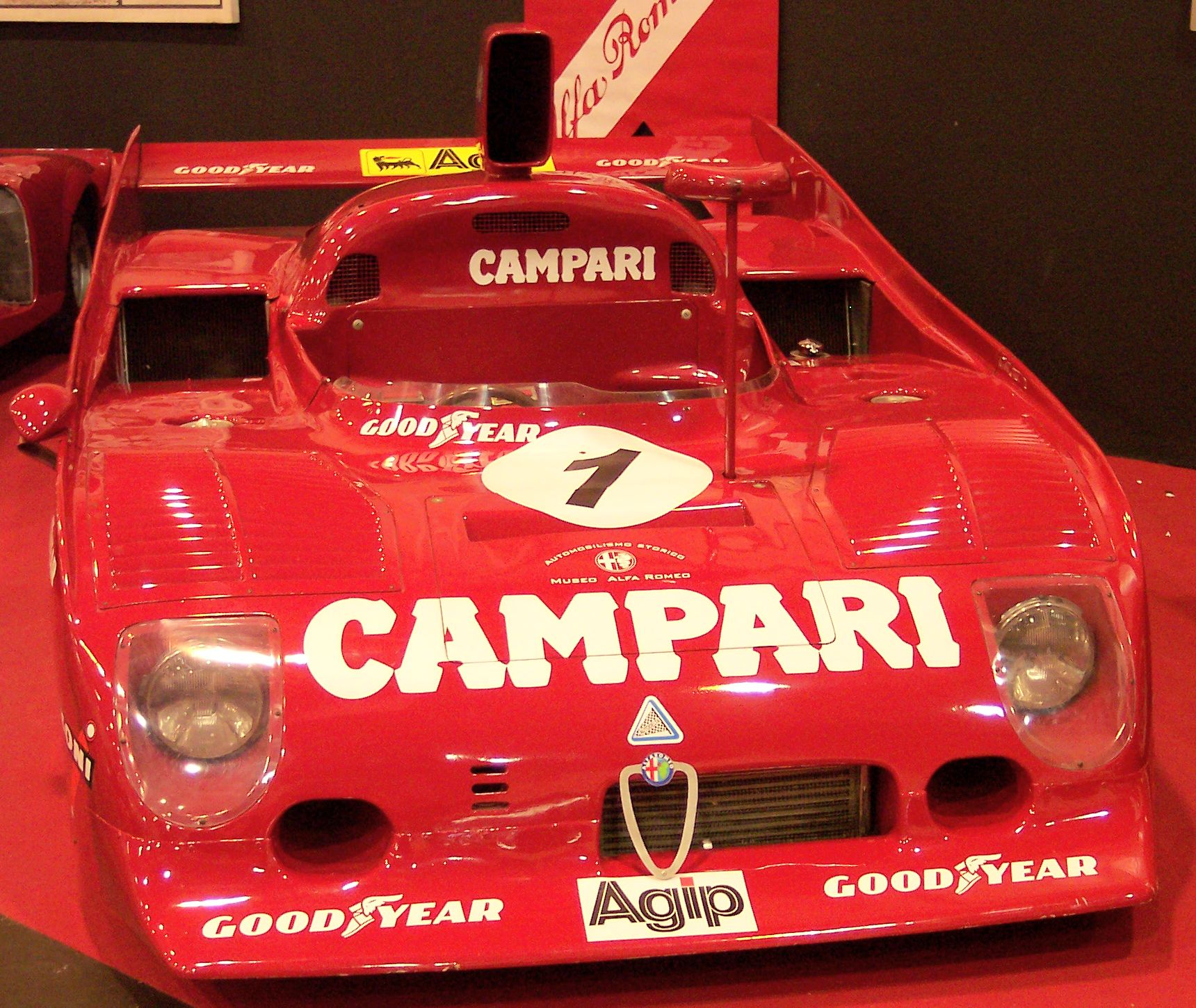
Alfa Romeo T33/TT/12

Die Sportwagen-Weltmeisterschaft 1975 war die 23. Saison dieser Meisterschaft. Sie begann am 1. Februar und endete am 13. Juli.

## Meisterschaft
1975 war offenkundig, dass die Sportwagen-Weltmeisterschaft an Attraktion verloren hatte. Bis auf die Einsätze von Renault über Alpine gab es bei den europäischen Rennen keine Werksteams mehr. Die Einsätze von Alfa Romeo wickelte das Willi Kauhsen Racing Team und das Gulf Research Racing startete nur beim 24-Stunden-Rennen von Le Mans. Das 1923 erstmals ausgetragene traditionsreiche 24-Stunden-Rennen zählte aber nicht mehr zur Rennserie. Damit hatte die Meisterschaft nach dem 12-Stunden-Rennen von Sebring und der Targa Florio das dritte prominente Langstreckenrennen verloren. Das Rennen in Le Mans gewannen Jacky Ickx und Derek Bell im Gulf GR8.
Die überlegenen Wagen der Weltmeisterschaft, die nach dem 6-Stunden-Rennen von Watkins Glen bereits im Juli endete, waren die Alfa Romeo T33/TT/12, die sieben der neun Wertungsläufe gewannen. Für die Alfa Romeo bedeutete das den Sieg in der Marken-Weltmeisterschaft.

## Rennkalender
| Nr. | Datum           | Rennname / Rennstrecke                                              | Team                      | Gesamtsieger                           | Fahrzeug                | Meisterschaft |
| --- | --------------- | ------------------------------------------------------------------- | ------------------------- | -------------------------------------- | ----------------------- | ------------- |
| 1   | 1. – 2. Februar | 24-Stunden-Rennen von Daytona (Daytona International Speedway)      | Brumos Porsche            | Peter Gregg Hurley Haywood             | Porsche 911 Carrera RSR | GT            |
| 2   | 23. März        | 1000-km-Rennen von Mugello (Autodromo Internazionale del Mugello)   | Elf-Alpine Renault        | Jean-Pierre Jabouille Gérard Larrousse | Alpine-Renault A441     | Alle          |
| 3   | 6. April        | 800-km-Rennen von Dijon (Circuit de Dijon-Prenois)                  | Willi Kauhsen Racing Team | Arturo Merzario Jacques Laffite        | Alfa Romeo T33/TT/12    | Alle          |
| 4   | 20. April       | 1000-km-Rennen von Monza (Autodromo Nazionale Monza)                | Willi Kauhsen Racing Team | Arturo Merzario Jacques Laffite        | Alfa Romeo T33/TT/12    | Alle          |
| 5   | 4. Mai          | 1000-km-Rennen von Spa-Francorchamps (Circuit de Spa-Francorchamps) | Willi Kauhsen Racing Team | Henri Pescarolo Derek Bell             | Alfa Romeo T33/TT/12    | Alle          |
| 6   | 18. Mai         | 1000-km-Rennen von Pergusa (Autodromo di Pergusa)                   | Willi Kauhsen Racing Team | Arturo Merzario Jochen Mass            | Alfa Romeo T33/TT/12    | Alle          |
| 7   | 1. Juni         | 1000-km-Rennen auf dem Nürburgring (Nürburgring)                    | Willi Kauhsen Racing Team | Arturo Merzario Jacques Laffite        | Alfa Romeo T33/TT/12    | Alle          |
| 8   | 29. Juni        | 1000-km-Rennen von Zeltweg (Österreichring)                         | Willi Kauhsen Racing Team | Henri Pescarolo Derek Bell             | Alfa Romeo T33/TT/12    | Alle          |
| 9   | 13. Juli        | 6-Stunden-Rennen von Watkins Glen (Watkins Glen International)      | Willi Kauhsen Racing Team | Henri Pescarolo Derek Bell             | Alfa Romeo T33/TT/12    | Alle          |

## Meisterschaft der Konstrukteure

### Marken-Weltmeisterschaft
| Position | Konstrukteur | 1  | 2    | 3  | 4  | 5  | 6  | 7  | 8    | 9    | Gesamt |
| -------- | ------------ | -- | ---- | -- | -- | -- | -- | -- | ---- | ---- | ------ |
| 1        | Alfa Romeo   |    | (15) | 20 | 20 | 20 | 20 | 20 | 20   | 20   | 140    |
| 2        | Porsche      | 20 | 15   | 15 | 15 | 12 | 12 | 12 | (12) | (10) | 98     |
| 3        | Alpine       |    | 20   |    | 12 |    |    | 10 |      | 12   | 54     |
| 4        | Chevron      |    | 8    | 12 | 3  | 2  | 6  | 1  | 4    |      | 36     |
| 5        | Mirage       |    |      |    |    |    |    | 15 |      |      | 15     |
| 6        | March        |    |      |    |    |    |    | 4  | 8    |      | 12     |
| 7=       | Ligier       |    | 4    | 6  |    |    |    |    |      |      | 10     |
| 7=       | Lola         |    |      | 1  |    |    | 3  |    | 6    |      | 10     |
| 9        | Ferrari      | 4  |      |    |    |    |    |    |      |      | 4      |
| 10       | Chevrolet    |    |      |    |    |    |    |    |      | 3    | 3      |

### FIA-Cup für 2-Liter-Sportwagen
| Position | Konstrukteur | 1 | 2  | 3  | 4  | 5  | 6  | 7  | 8  | 9 | Gesamt |
| -------- | ------------ | - | -- | -- | -- | -- | -- | -- | -- | - | ------ |
| 1        | Chevron      |   | 20 | 20 | 15 | 20 | 20 | 20 | 15 |   | 130    |
| 2        | Lola         |   |    | 15 |    |    | 15 |    | 20 |   | 50     |
| 3        | Alpine       |   | 15 | 12 | 20 |    |    |    |    |   | 47     |

### FIA-Cup für GT-Rennwagen
| Position | Konstrukteur | 1  | 2  | 3  | 4 | 5  | 6  | 7  | 8 | 9  | Gesamt |
| -------- | ------------ | -- | -- | -- | - | -- | -- | -- | - | -- | ------ |
| 1        | Porsche      | 15 | 20 | 20 |   | 20 | 20 | 20 |   | 20 | 135    |
| 2        | Ferrari      | 20 |    |    |   |    |    |    |   |    | 20     |
| 3        | Chevrolet    | 8  |    |    |   |    |    |    |   | 10 | 18     |
| 4        | De Tomaso    |    | 8  |    |   |    |    |    |   |    | 8      |
| 5        | Datsun       | 3  |    |    |   |    |    |    |   |    | 3      |